# Ermita de Santa Llúcia de Castellfort
L'ermita de Sant Llúcia, localitzada en antic camí de Castellfort a Vilafranca, en direcció sud-oest, formant part del caseriu del mateix nom (pesi a ser conegut com a Torre d'En Blasco), situat en una hondonada formant bancals, a 5 km de Castellfort, a la comarca dels Ports, és un edifici catalogat com Bé de Rellevància Local segons la Disposició Addicional Cinquena de la Llei 5/2007, de 9 de febrer, de la Generalitat, de modificació de la Llei 4/1998, d'11 de juny, del Patrimoni Cultural Valencià (DOCV Núm. 5.449 / 13/02/2007), amb codi: 12.01.038-006.

## Descripció històric-artística
L'ermita, datada entre els segles xiv i xv, és considerada pels especialistes com un dels exemples més clars d'església de reconquesta de tota la comarca.
Es té documentació de la seva existència des de 1439, ja que apareix en el testament d'Antoni Blasco, en els terrenys del qual va ser construïda sobre un peiró o capella més antiga. L'ermita forma part d'un conjunt en el qual hi ha, a més de l'habitatge de l'ermità, uns corrals i rafals, construïts posteriorment. A la base d'una columna està escrita la data a l'inrevés: 4271 oñA, la qual cosa ens indica que almenys aquesta part va ser conclosa en 1724.
Com a església de reconquesta presenta una única nau rectangular, amb sagristia adossada a l'esquerra del presbiteri, i coberta a dues aigües, que presenta com a estructura uns arcs diafrágmaticos sobre els que descansen els cabirones de fusta.
Per accedir al temple, cal entrar per un dels laterals on se situa una porta amb arc de mig punt de carreu. La fàbrica dels seus murs és de maçoneria amb reforços en les cantonades, arcs i contraforts de carreu.
Com a element destacable d'aquesta ermita està el seu paviment de "morrillo", ja que presenta una la sèrie de dibuixos que formen un laberint, de 12 carrers que servien com a possible cerimonial de peregrinacions. Aquest mateix laberint va ser reproduït a la plaça Major de Castelló quan va serremodelada; els quals, al costat dels de l'Ermita de la Puritat de Morella, constitueixen els dos únics casos existents a la comarca.
A més, el seu interior presenta, en les parets, unes pintures emmarcades en medallons amb motius referents a la santa, mentre que la imatge en talla moderna presideix l'altar major. Antigament existien uns valuosos llenços que van ser destruïts durant la guerra del 1936.
Per remarcar la seva idiosincràsia, l'ermita està adossada a una masia, unides amb un porxo que recau sobre la porta de l'Església.

## Festes
La festa en l'ermita se celebra el segon diumenge després de Sant Vicent Ferrer (que a la Comunitat Valenciana, malfart que es el 5 d'abril, se celebra sempre el segon dilluns de Pasqua). Per a aquesta ocasió, les poblacions de Castellfort i Vilafranca celebren un romiatge conjunt a Saint Lucia, explicant a més amb la participació de veïns d'altres localitats i masies de la comarca. Durant la festa s'oficia música en l'ermita i posteriorment es reparteix el rotllo beneït, que és a càrrec del mayoral que es tria cada any.